# アマル・シング (メーワール王)
アマル・シング（Amar Singh, 1559年3月16日 - 1620年1月26日）は、北インドのラージャスターン地方、メーワール王国の君主（在位：1597年 - 1620年）。

## 生涯
1559年3月16日、メーワール王国の君主プラタープ・シングの息子として、チットールガルで誕生した。
1597年1月19日、父王プラタープ・シングが死亡したことにより、アマル・シングが王位を継承した。アマル・シングは父王プラタープ・シングの意志を引き継ぎ、その死後もムガル帝国のとの戦いを続けた。
そうしたなか、1605年に帝国の皇帝アクバルが死亡し、息子のジャハーンギールが手打言いを継承した。ジャハーンギールは服属しないメーワール王国に対して、即位後すぐに次男パルヴィーズ率いる軍勢を派遣した。だが、この遠征は失敗に終わったため、1608年と1609年の2度にわたる遠征軍を派遣した。これらの遠征は皇帝の3男フッラムによって行われ、2度目の遠征は不首尾であったが、3度目の遠征は成功した。
アマル・シングはは遠征軍による王国中の略奪に疲弊し、1614年2月になってようやく帝国に服属した。ジャハーンギールは父アクバルが占領したチットールガル城が破壊されたままであることを条件に返却し、メーワール王国の半独立を認めた。ここに第一次ムガル・ラージプート戦争は終結した。
1620年1月26日、アマル・シングはウダイプルで死亡した。死後、息子のカラン・シング2世が王位を継承した。